# Calcedonio Reina
Calcedonio Reina (Catania, 4 febbraio 1842 – Catania, 10 novembre 1911) è stato un pittore e poeta italiano.

## Biografia
Figlio di Euplio, medico, scienziato e filantropo, fu dapprima avviato agli studi di medicina e quindi fu inviato a Napoli per frequentare l'Accademia di Belle Arti.
Di temperamento melanconico, si dedicò alternativamente alla pittura ed alla poesia.
Studiò da solo l'arte della pittura. Visti alcuni suoi lavori, Domenico Morelli lo inserì fra i suoi collaboratori.
Fu molto amico di Mario Rapisardi, Giovanni Verga, Francesco Paolo Frontini, Federico De Roberto. Pubblicò un volume di poesie, "Canti della Patria".

## Stile

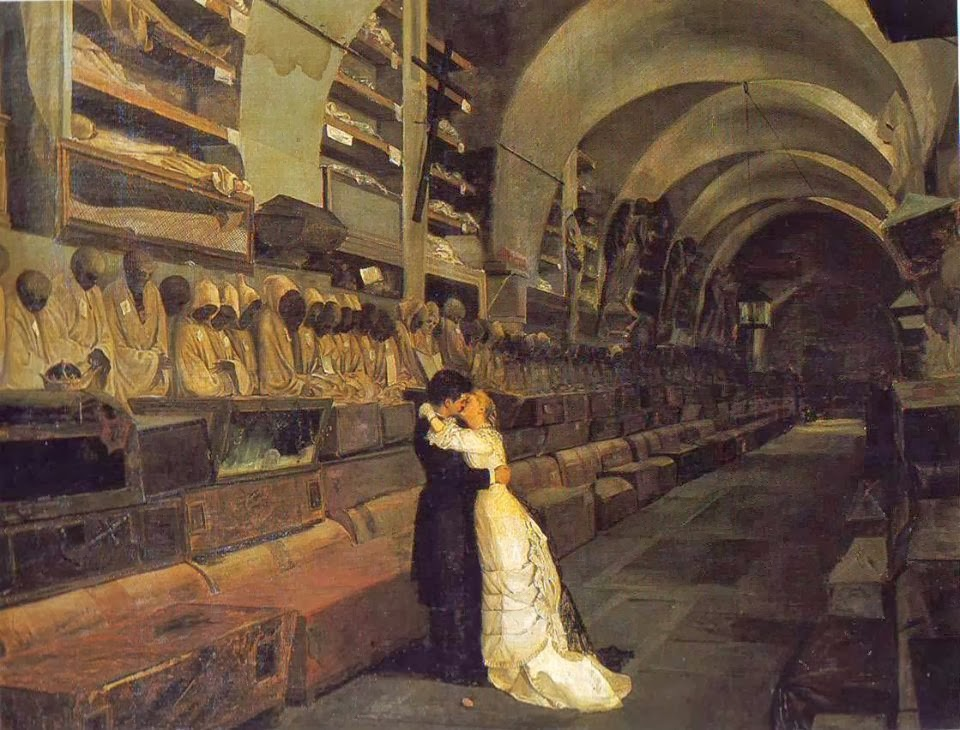
Calcedonio Reina, Amore e morte, 1881, olio su tela, 122 x 152 cm. Catania, Museo Civico Castello Ursino

Di singolarissimo ingegno nelle molteplici sue manifestazioni, soleva aggiungere sul frontespizio delle sue raccolte di poesie al proprio nome il titolo di pittore: reciprocamente, non è possibile considerare le sue tele senza chiamarlo poeta.
Del poeta egli aveva la vivace immaginazione, le invenzioni originali, i lampi rivelatori.
Il suo modo di dipingere non si può accostare a nessuna scuola, nelle sue opere riscontriamo il simbolismo della Cucitrice eterna, della Tentazione, Vendetta di Rettile, dà luogo al realismo delle Compagne d'una volta, del Filtro d'amore, al romanticismo della Tentazione, al preraffaellismo della Maddalena e Giuda, ma nessuna di queste scuole è cercata o voluta dall'autore.

## Esposizioni
- Nel 1871 all'Esposizione di Napoli
- Alle mostre della Promotrice "Salvator Rosa" dal 1873 al 1904 nel 1873 con Sicut mors caecus; nel 1875 con Cuor malato; nel 1877 con Teclam, nel 1880, con Dama bianca; nel 1882 con Amore
- Nel 1881 a Milano con Amore e Morte e Per Montecarlo
- Nel 1888 all'Esposizione di Napoli con Il ragno nel chiostro
- Nel 1877 a Torino con Accaduto nel coretto e Miserere
- Nel 1880 alla Prima Esposizione d'Arte Italo-Spagnola con La Tentazione
- A Palermo, all'Esposizione Nazionale del 1891-92: Compagne di una volta ed Espiazione
- A Milano nel 1897, alla Triennale di Brera, Vendetta.

## Poesia e musica
Romanze
- Destati, versi di C. Reina, musica di Francesco Paolo Frontini, Lucca, 1878
- Abbi pietà, versi di C. Reina, musica di Francesco Paolo Frontini, Ricordi, 1885
- Folchetto, versi di C. Reina, musica di Francesco Paolo Frontini, Ricordi, 1885
- Orientale, versi di C. Reina, musica di Francesco Paolo Frontini, s.m.napolitana, 1898
- Serènadè Arabe, versi di C. Reina, musica di Francesco Paolo Frontini, Carisch - video

## Produzione letteraria

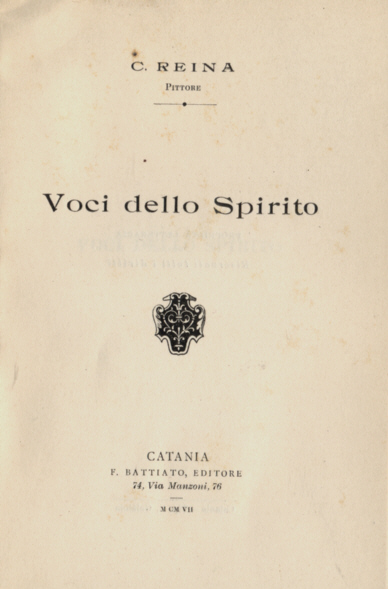
ed. Battiato, 1907

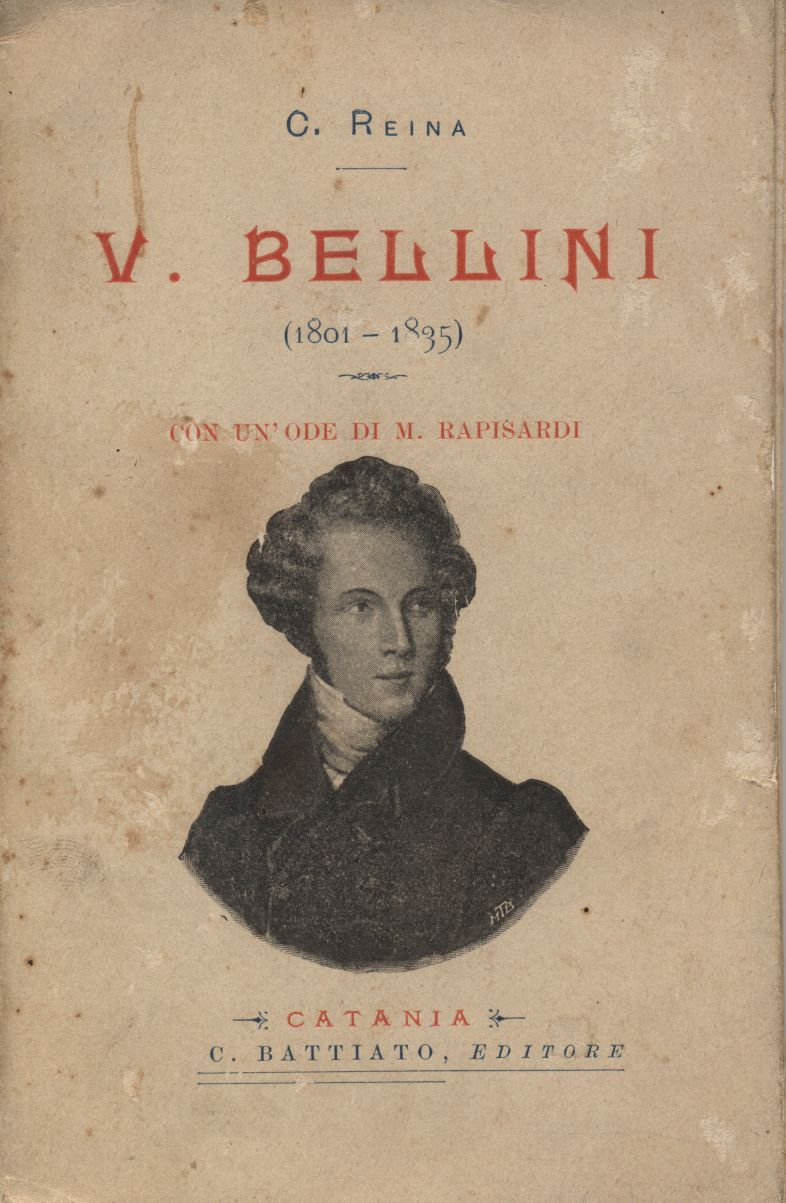

- I canti della patria — versi — Firenze 1872.
- Per la morte del padre — elegia — Napoli 1877.
- Chiaroscuri — versi — Catania 1885.
- La Fata Turchina e la Mara
- I notturni
- Leggende reali — Napoli 1894.
- Sa Kuntàla — dramma di Calidasa ridotto a scene liriche in quattro parti, messo in musica dal Maestro S, Malerba Catania 1896.
- Opsara — leggenda drammatica — Catania, 1898.
- Dio — Affermazione dell'incredulità e della Filosofia — Catania 1900
- Vincenzo Bellini — (1801-1835) con un'ode di Mario Rapisardi, 1902.
- Caronda e le sue leggi — Catania, 1906.
- Voci dello spirito — Catania 1907